# Cmentarz żydowski w Radoszycach
Cmentarz żydowski w Radoszycach – został założony przed 1789 w Radoszycach i powiększony na początku XX wieku. Uległ dewastacji podczas II wojny światowej i w okresie PRL wskutek czego do naszych czasów zachowały się fragmenty kilku rozbitych nagrobków. W latach 80. XX wieku wykonano na nim prace porządkowe i odbudowano ohel radoszyckich cadyków. Cmentarz ma powierzchnię 2 ha.